# Bernardo Hernández (ur. 1993)
Bernardo Hernández de León (ur. 10 czerwca 1993 w Cadereyta Jiménez) – meksykański piłkarz występujący na pozycji lewego obrońcy.

## Kariera klubowa
Hernández jest wychowankiem klubu CF Monterrey, do którego seniorskiej drużyny został włączony jako dziewiętnastolatek przez szkoleniowca Víctora Manuela Vuceticha. W Liga MX zadebiutował 10 sierpnia 2013 w przegranych 1:3 derbach miasta z Tigres UANL i jeszcze w tym samym roku wraz ze swoją drużyną triumfował w najbardziej prestiżowych rozgrywkach kontynentu – Lidze Mistrzów CONCACAF, pełniąc jednak rolę głębokiego rezerwowego. Kilka miesięcy później wziął natomiast udział w Klubowych Mistrzostwach Świata, gdzie ani razu nie pojawił się na boisku, zaś Monterrey zajęło ostatecznie piąte miejsce.
| Sezon     | Klub         | Kraj   | Rozgrywki | Mecze | Bramki |
| --------- | ------------ | ------ | --------- | ----- | ------ |
| 2012/2013 | CF Monterrey | Meksyk | Liga MX   | 0     | 0      |
| 2013/2014 | CF Monterrey | Meksyk | Liga MX   | 8     | 0      |
| 2014/2015 | CF Monterrey | Meksyk | Liga MX   | 7     | 0      |
| 2015/2016 | CF Monterrey | Meksyk | Liga MX   |       |        |

## Kariera reprezentacyjna
W 2013 roku Hernández został powołany przez szkoleniowca Sergio Almaguera do reprezentacji Meksyku U-20 na Mistrzostwa Ameryki Północnej U-20. Tam pełnił rolę kluczowego zawodnika swojej kadry, rozegrał wszystkie pięć spotkań od pierwszej do ostatniej minuty, natomiast Meksykanie, pełniący wówczas rolę gospodarzy, triumfowali ostatecznie w tych rozgrywkach, pokonując w finale po dogrywce USA (3:1). Dwa miesiące później wziął udział w prestiżowym towarzyskim Turnieju w Tulonie, gdzie wystąpił w trzech z czterech możliwych spotkań, zaś jego drużyna zajęła trzecie miejsce w grupie i nie zakwalifikowała się do dalszych gier. W tym samym roku znalazł się w składzie na Mistrzostwa Świata U-20 w Turcji, gdzie ponownie miał niepodważalne miejsce w wyjściowej jedenastce i rozegrał wszystkie cztery mecze w pełnym wymiarze czasowym (w dwóch ostatnich pod nieobecność Antonio Briseño pełnił rolę kapitana), nie zdobywając bramki, zaś meksykańska kadra odpadła ostatecznie z młodzieżowego mundialu w 1/8 finału.
W 2014 roku Hernández znalazł się w ogłoszonym przez trenera Raúla Gutiérreza składzie reprezentacji Meksyku U-23 na kolejny Turniej w Tulonie. Tym razem wystąpił podczas niego we wszystkich czterech konfrontacjach, będąc podstawowym graczem zespołu, który podobnie jak przed rokiem zajął trzecie miejsce w grupie i nie awansował do fazy play-off. Kilka miesięcy później został powołany na Igrzyska Ameryki Środkowej i Karaibów w Veracruz, gdzie rozegrał trzy z pięciu meczów, nie zdobywając gola, zaś Meksykanie, będący wówczas gospodarzami, zdobyli złoty medal w męskim turnieju piłkarskim, pokonując w finale Wenezuelę (3:1). W 2015 roku ponownie wziął udział w Turnieju w Tulonie, podczas którego zanotował dwa na cztery występy, natomiast jego drużyna zajęła trzecią lokatę i nie awansowała do fazy play-off.